# Fujita Yuma
Yuma Fujita (sinh ngày 2 tháng 8 năm 1982) là một cầu thủ bóng đá người Nhật Bản.

## Sự nghiệp câu lạc bộ
Yuma Fujita đã từng chơi cho Kashiwa Reysol.